# Heinz Haberkorn
Heinz Haberkorn (* 3. August 1943 in München; † 10. Juni 2011 in Wolfratshausen) war ein deutscher Maler, Grafiker und Autor.

## Leben
Haberkorn, 1943 geboren, studierte von 1964 bis 1968 an der Akademie der Bildenden Künste in München bei Adolf Hartmann. Ab 1969 war er Lehrer an der staatlichen Fachlehrerausbildungsstätte in München und von 1987 bis 2007 Lehrer an der Fachhochschule Rosenheim.
Heinz Haberkorn starb nach langer Krankheit am 10. Juni 2011 im Alter von 67 Jahren.
Ab 1990 beteiligte er sich regelmäßig an der Großen Kunstausstellung im Haus der Kunst.

## Rezeption

### Malerei
"Haberkorn war ein intellektueller Künstler. Er ließ sich von Literatur zur Malerei inspirieren und arbeitete gern in Zyklen zu einzelnen Werken. Er blieb dem einmal gewählten Stil spontaner Malerei mit heftiger Farbigkeit treu, die er dem Jazz gleichsetzte. Jack Kerouac, Raoul Schrott, Fritz von Herzmanovsky-Orlando, Joris-Karl Huysmans, Antonin Artaut, Bruno Schulz waren seine Stichwortgeber."

### Sachbuch
Philumena Reiser schreibt:
"Heinz Haberkorn entwickelt in seinem Buch ”Anfänge der Photographie” die Genese der Photographie aus Aristoteles Theorie zum Prinzip der Camera obscura. Als Begründung dieser These setzt Haberkorn beim Begriff Photographie und deren Bedeutungsinhalt an."
Im "Archiv für Sozialgeschichte" heißt es weiter:
"In seiner Überblicksdarstellung über die Anfänge der Fotografie bemüht sich Heinz Haberkorn durchaus mit Erfolg, diese Mehrdimensionalität des neuen Mediums Fotografie zu erfassen, indem er die Entwicklungsgeschichte der fotografischen Verfahren und der Kameratechnik sowie ihre kulturgeschichtliche Rolle zu berücksichtigen sucht."

## Auszeichnungen
- 2002: Kulturpreis der Stadt Wolfratshausen

## Bücher
- 1981: Anfänge der Fotografie: Entstehungsbedingungen eines neuen Mediums, Heinz Haberkorn: Rowohlt Verlag, Reinbek bei Hamburg 1981, 231 Seiten, ISBN 3-499-17703-X